# Avanguardia Nazionale (1970)
|  | No s'ha de confondre amb Avanguardia Nazionale (1960). |

L'Avanguardia Nazionale era un moviment extraparlamentari establert el 1970 per Adriano Tilgher, però aquest moviment va ser proscrit pel govern italià, que ho va veure com una temptativa per refundar el Partit Feixista.
El membre d'Avanguardia Nazionale, Mario Ricci, va participar en l'assassinat el 1978 d'Argala, l'etarra qui havia participat, cinc anys abans, en l'assassinat del primer ministre de Franco, Luis Carrero Blanco.
Una revista neofeixista titulada Avanguardia continua sent publicada mensualment. Pot reclamar ser l'òrgan oficial de l'Avantguarda Nacional, encara que el moviment romangui il·legal a Itàlia - el moviment oficial amb el qual Avanguardia està relacionat és la Comunità Politica di Avanguardia (Comunitat Política d'Avantguarda).